# 인필트레이터: 잠입자들
《인필트레이터: 잠입자들》(영어: The Infiltrator)은 영국과 미국에서 제작된 2016년 전기 범죄 드라마 영화이다. 브래드 퍼먼이 연출과 제작을 맡았으며, 브라이언 크랜스턴, 디아네 크루거, 존 레귀자모, 벤저민 브랫 등이 출연하였다.

## 출연
- 브라이언 크랜스턴
- 줄리엣 오브리
- 디아네 크루거
- 존 레귀자모
- 벤저민 브랫
- 에이미 라이언
- 제이슨 아이작스
- 조 길건
- 대니얼 메이스
- 율 바스케스
- 시몬 안드레우
- 루벤 오찬디아노
- 올림피아 두카키스
- 사이드 타그마우이
- 톰 본롤러
- 엘레나 아나야
- 마이클 퍼레이
- 마크 홀든

## 기타 제작진
- 미술: 크리스피언 샐리스
- 의상: 다이나 콜린

## 같이 보기
- 마약과의 전쟁